# Torre Amador
La Torre Amador, també coneguda com a Torre Madoc, és una torre defensiva en el denominat Paratge Mola, al terme municipal de Culla, a la comarca de l'Alt Maestrat. Està catalogada com Bé d'Interès Cultural segons consta a la Direcció General de Patrimoni Artístic de la Generalitat Valenciana, comptant amb anotació ministerial número: RI - 51-0011320, i data d'anotació 19 de gener de 2005.

## Història
Culla és una població de remots orígens que arriben a èpoques prehistòriques, la qual cosa queda palesa en les restes arqueològiques ia les pintures rupestres que es localitzen en la seva demarcació.
Fins al segle xiii, amb la conquesta dels territoris per les tropes del rei Jaume I d'Aragó, Culla va estar sota el domini àrab. A 1233 va ser reconquerida per Blasco d'Alagó, rebent la Carta Pobla a 1244.
Com va passar amb territoris de localitats properes, amb el temps Culla va acabar pertanyent a l'Orde del Temple, al voltant de 1303, passant més tard, en entrar en crisi l'esmentada ordre militar, a l'Orde de Montesa.
A 1345 es produeix el naixement del que es va anomenar La Setena de Culla o "Comunitat d'herbatge" constituïda per: Culla, Atzeneta, Vistabella, Benassal, la Torre d'En Besora, Benafigos i Vilar de Canes. Es tractava d'una agrupació de municipis que va dur a terme la compra dels drets d'explotació dels recursos pecuaris i forestals a l'Orde de Montesa, que s'estava quedant amb totes les possessions de l'Orde del Temple, les quals afectaven a tots els municipis de la Comunitat; amb això pretenien defensar amb més força els seus interessos ramaders comuns, enfront dels de l'Orde de Montesa. Aquesta agrupació va seguir en funcionament fins a mitjan segle xix. No es pot perdre de vista que la principal activitat econòmica de la zona en aquesta època era l'agricultura de secà (ametller, olivera, avellaner, vinya i cereals), i la ramaderia, especialment l'extensiva (oví, caprí, boví) i, en molta menor importància, la ramaderia intensiva sobretot de porcí, avícola i apícola.
Aquest fenomen va coincidir amb les remodelacions urbanístiques que es van dur a terme durant aquest segle a Culla, com van ser la construcció de l'església, coneguda com a església del Salvador; l'ermita de Sant Cristòfol; així com obres de millora i ampliació del nucli urbà en general.
Durant les Guerres Carlines, Culla va ser un lloc constant enfrontament el que va produir el deteriorament en part del seu nucli antic, destacant entre les pèrdues el castell, el qual va quedar totalment destrossat, quedant tal com es contempla en l'actualitat.

## Arquitectura
Culla té un terme municipal caracteritzat per una gran extensió de terreny marcadament muntanyós, el que feia eficaç la construcció de torres de vigilància i defensa del terreny per l'estratègic del seu emplaçament. Per això poden observar disseminades pel terme municipal un nombre considerable d'aquest tipus de torres, com la Torre del Palomar, Torre de la Marquesa o la Torre de guaita de Sant Cristòfol.
La Torre Amador és també una d'aquestes torre de vigilància, que se situa en un d'aquests paratges agrícoles de secà, molt propera a la carretera que uneix Culla amb la Torre d'en Besora. En el seu origen, la torre estava sota el domini del castell de Culla, que comprenia bona part del nord de la província de Castelló, abastant a més pobles i fortaleses com Culla, que era la capital de districte; Atzeneta, Benafigos, Benassal, Corbó, Castellar, Molinell, La Torre d'en Besora, Vilar de Canes, Vilafranca i Vistabella.
La torre que dona nom a la masia a la qual està unida, és d'extrema senzillesa arquitectònica; presenta planta quadrada, amb planta baixa i dues altures. La teulada és inclinada i la rematada dels merlets en què acaben els seus murs, piramidal. La fàbrica és de maçoneria reforçada en les cantonades per l'ús de blocs de carreu. Presenta finestres a llinda. A la torre s'hi va afegir amb posterioritat una masia Al seu voltant es troba adossada la masia que va poder ser posterior a l'erecció de la torre.